# لنگمویر (دهانه)
لنگمویر یک دهانه برخوردی در ماه‌ است.